# Giovanni Francesco Rossi
Giovanni Francesco Rossi (Fivizzano, XVII secolo – XVII secolo) è stato uno scultore italiano.
Attivo a Roma dal 1640 al 1677, collaborò con Ercole Ferrata a Sant'Agnese in Agone e scolpì rilievi a Santa Maria sopra Minerva.